# 蒂姆·博罗夫斯基
蒂姆·博罗夫斯基（德語：Tim Borowski，1980年5月2日—），已退役的德國足球运动員，司職中場，於2009年7月尾由拜仁慕尼黑重返母會雲達不來梅。

## 球會生涯
博罗夫斯基於1996年由北部小型球會新勃蘭登堡 (FC Neubrandenburg) 加盟雲達不來梅青年隊，2001年正式成為雲達不來梅甲組球員，並於2001年8月18日雲達不來梅對1860慕尼黑的賽事中，首度於德甲亮相。之後，博罗夫斯基一直獲得不少上陣機會，惟正選次數一直不多。在2003-04球季，博罗夫斯基獲得他的首次德甲錦標，這次也是雲達不來梅球會史上的第四次德甲冠軍。同季德國盃決賽，博罗夫斯基個人梅開二度，帮助雲達不來梅以三比二擊敗了當時的德國乙組球會亚琛，成為2003-04球季德國雙料冠軍。
直至2004-05球季，博罗夫斯基才能奠定球會的正選位置。現在，博罗夫斯基已成為雲達不來梅不可或缺的一名主力。能擔當中場多個位置的他，於2005-06球季主要擔當左中場，並於當季聯賽貢獻了十個入球及十一次助攻，表現有目共睹。雖然如此，博罗夫斯基卻未曾受到其他球會的斟介，包括國內和海外班霸。
在2007-2008赛季后，博罗夫斯基由于合同到期，将自由转会至德甲霸主拜仁慕尼黑。
於2009年7月22日，保路斯基再次加盟母會雲達不來梅，簽約三年。

## 國家隊
保路斯基早於2002年8月21日作客跟保加利亞國家隊打平二比二的賽事，便首次代表德國隊上陣。同年11月10日，他更首次以正選身份代表國家隊披甲，最後球隊作客以一比一與波斯尼亞握手言和。由於他在球會未能站穩正選，一直未獲國家隊教練沃勒尔重用。結果，博罗夫斯基要待至2004年8月18日作客奧地利的比賽，即奇連士文上任後的首場國際賽賽事，才能再次披上國家隊的戰衣。
2006年世界盃，博罗夫斯基成功入選德國隊大軍。由於隊長巴拉克於迎戰哥斯達黎加的揭幕戰因傷缺陣，結果博罗夫斯基於該場賽事正選亮相，並協助球隊以四比二擊退了對手，旗開得勝。博罗夫斯基於该次世界盃共上陣六次，其中於八强戰中，他更曾以一記美妙的頭球，助攻高路斯攻入扳平的入球，並於互射十二碼階段成功射進第四輪十二碼，協助球隊淘汰了阿根廷隊。最後德國因在半决赛负于意大利，獲得了2006年世界盃的季軍。

## 榮譽
雲達不萊梅
- 德国足球甲级联赛冠軍（1）：2004年；
- 德国足协杯冠軍（1）：2004年；

## 外部連結
- 官方网站 （德文）
- Tim Borowski at werder.de （德文）
- fussballdaten.de：蒂姆·博罗夫斯基之統計數據 （德文）